# Oeniversitet Droezjby Narodov (metrostation)
Oeniversitet Droezjby Narodov (Russisch: Университет Дружбы Народов) is een station aan de Troitskaja-lijn van de Moskouse metro dat op 7 september 2024 werd geopend. Het station ligt onder de Oelitsa Akademika Oparina langs de zuidoost rand van het terrein van de Russische universiteit van de Vriendschap der Volkeren waar het station naar genoemd is.

## Geschiedenis
In 2012 werden twee okroegen ten zuiden van de MKAD door Moskou geannexeerd. Om deze een aansluiting op de metro te bieden werd besloten om met een nieuwe lijn, de Kommoenarka-radius, de vervoerscapaciteit te vergroten. Zodoende kunnen de extra reizigers uit de nieuwe woonwijken worden vervoerd zonder de bestaande lijnen extra te belasten. Deze reizigers zouden dan ten zuiden van de Grote Ringlijn over de nieuwe lijn reizen en zich bij het noordelijke eindpunt Oelitsa Novatorov via de Grote Ringlijn verdelen. In 2021 werd besloten om de lijn toch binnen de Grote Ringlijn door te trekken. 
Het eerste station ten zuiden van Oelitsa Novatorov ligt bij de Russische Universiteit van de Vriendschap der Volkeren en werd aanvankelijk genoemd naar de bovenliggende straat, de Oelitsa Akademika Oparina. Op 5 juni 2018, tijdens een bijeenkomst van de studenten met de burgemeester van Moskou, werd voorgesteld om het metrostation naar de universiteit te noemen. Op 4 september 2018 werd de naam van het station, per decreet van burgemeester Sobjanin, gewijzigd in Oeniversitet Droezjby Narodov. Het eerste deel van de lijn werd tegelijk met het station op 7 september 2024 geopend. 

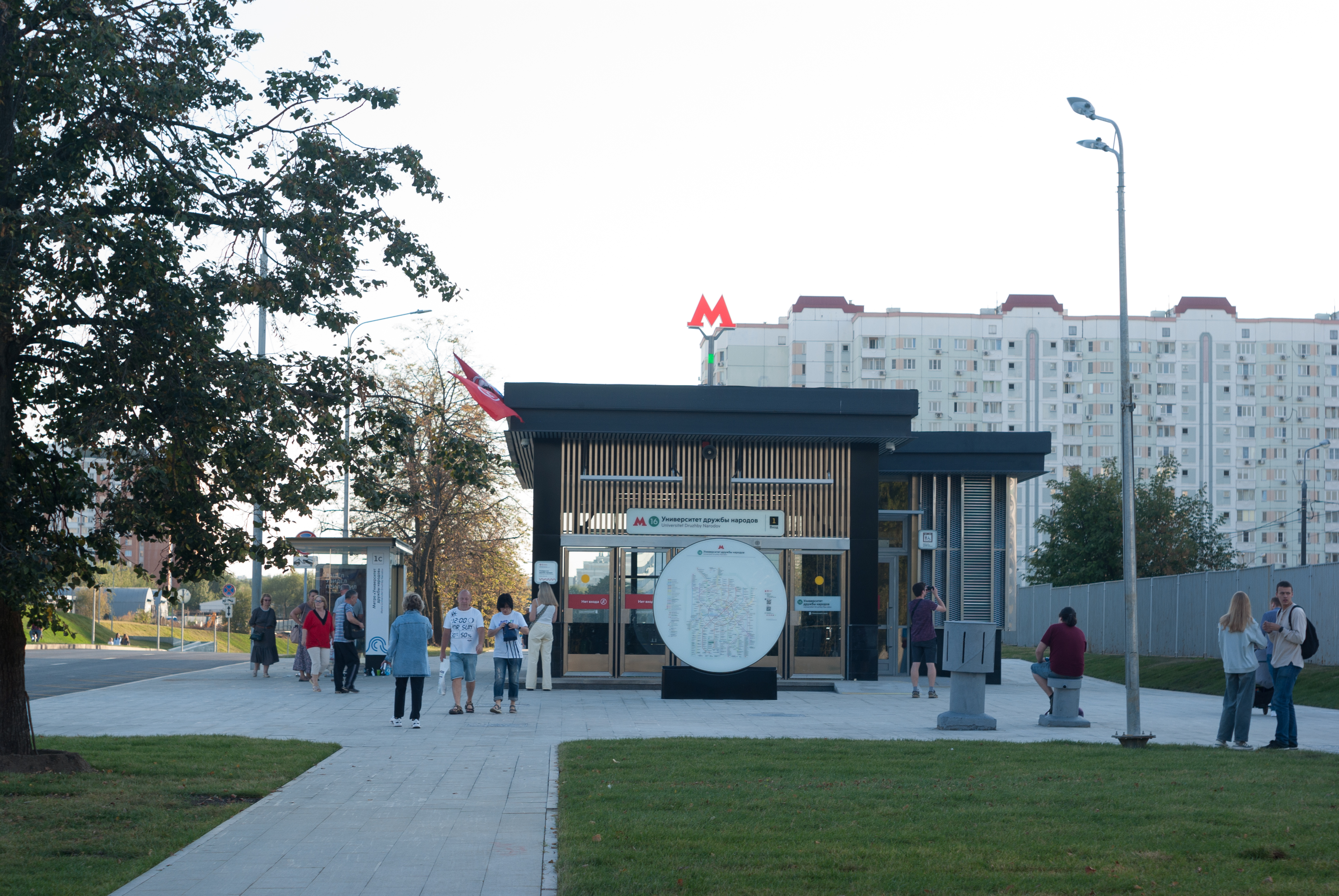
De westelijke toegang naast de universiteit op 8 september 2024.
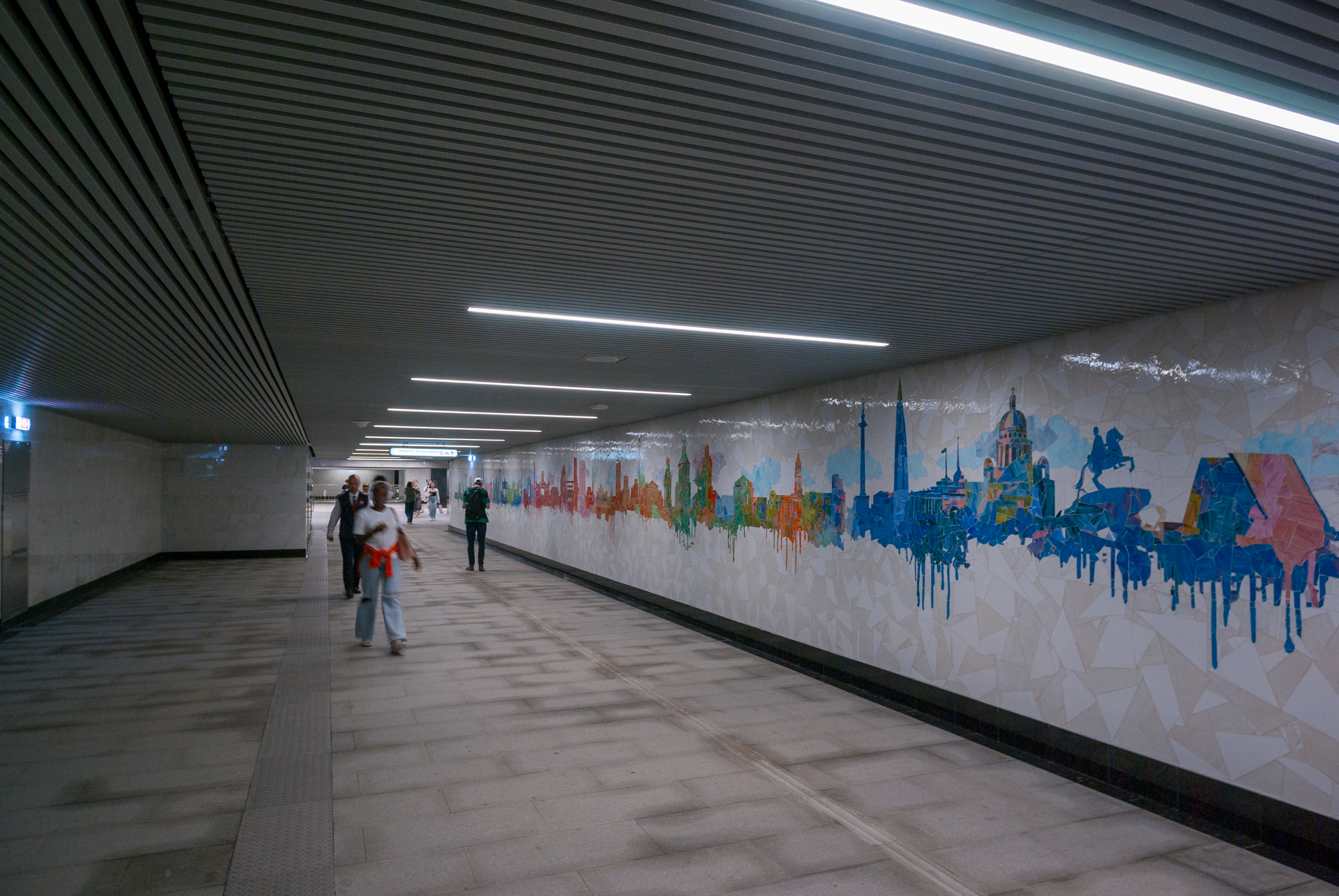
De voetgangerstunnel onder de Oelitsa Akademika Oparina.

## Ligging en inrichting
Het station ligt op de grens van de districten Obroetsjevski en Konkovo in de okroeg Zuidwest, bij het kruispunt van de Mikloeho-Maklajastraat/Akademika Oparinastraat. De naamgevende universiteit ligt ten westen Akademika Oparinastraat, terwijl de metrotunnels en het perron onder de oostkant van die straat liggen. Het station heeft twee toegangen aan weerszijden van de Akademika Oparinastraat die ondergronds onderling door een 60 meter lange voetgangerstunnel zijn verbonden. De zuidelijke wand van deze tunnel is opgesierd door een ruim 50 meter lang mozaïek van kunstenaar Maxim Kozlov. Het kunstwerk omvat afbeeldingen van bekende gebouwen uit diverse wereldsteden, van oost naar west; Rio de Janeiro, Kuala Lumpur, Berlijn, Peking, Sydney, Kaapstad, Sint-Petersburg, Parijs, Moskou, New Delhi, Istanbul, Rome en Londen. 
De stationshal ligt bij de oostelijke toegang haaks op de voetgangerstunnel en heeft veiligheidspoortjes en OV-poortjes tussen de tunnel en de roltrapgroep naar het perron. Boven de roltrappen is nog een mozaïek, hier met dansende wereldburgers. De roltrappen komen uit op de noordkop van het perron, aan de zuidkant is nog een vaste trap als nooduitgang. Het eilandperron is uitgevoerd als een moderne versie van de duizendpoot, het standaard ondergrondse station uit de tijd van Nikita Chroesjtsjov. De tunnelwanden bij de perrons zijn bekleed met aluminium panelen, de zuilen zijn bekleed met marmer terwijl de vloeren bestaan uit graniet. De verlichting is ondergebracht in een cassetteplafond met vakken van verschillende grootte. Het merendeel van de vakken is grijs geschilderd, terwijl de rest groen of blauw gekleurd is.

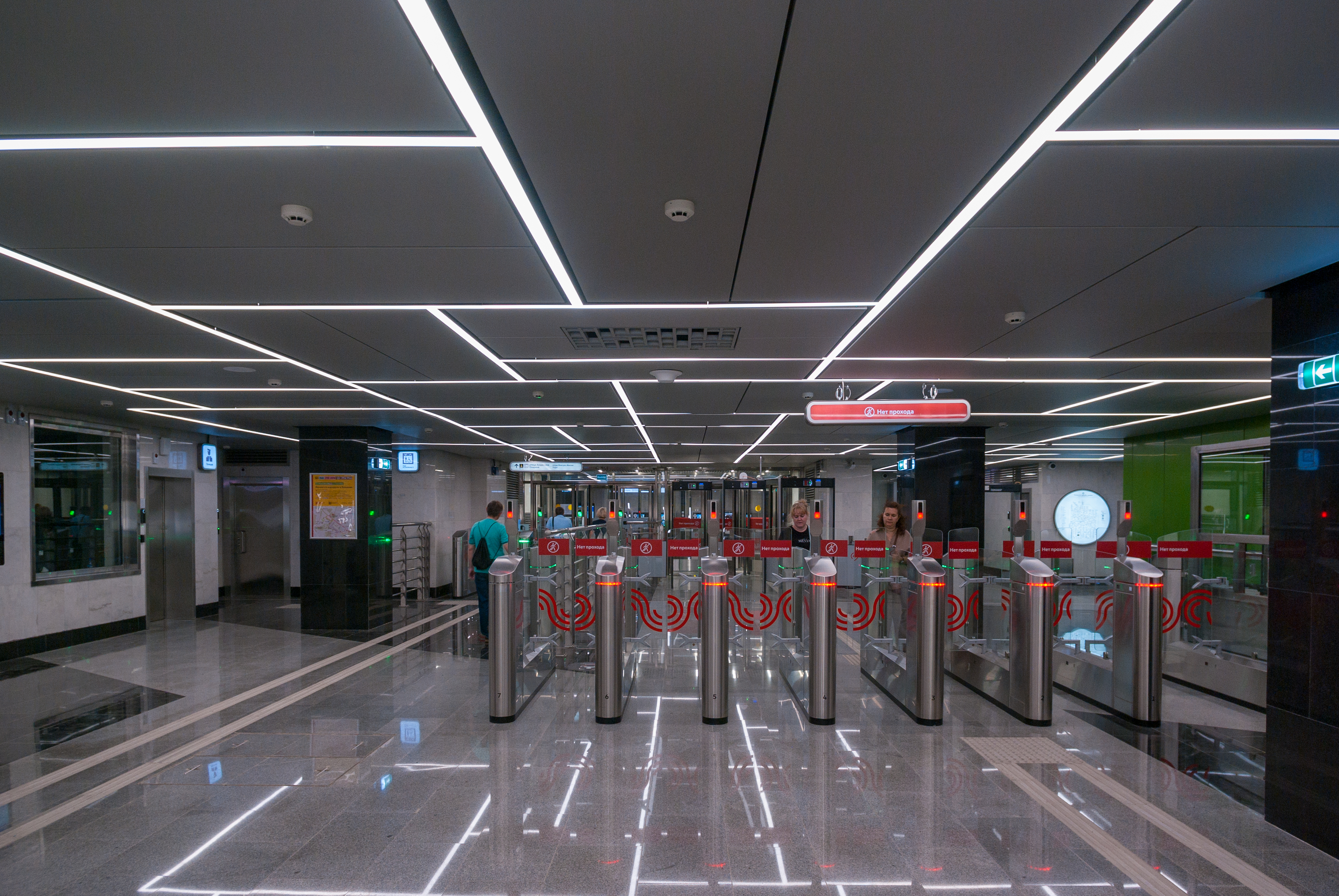
De stationshal.
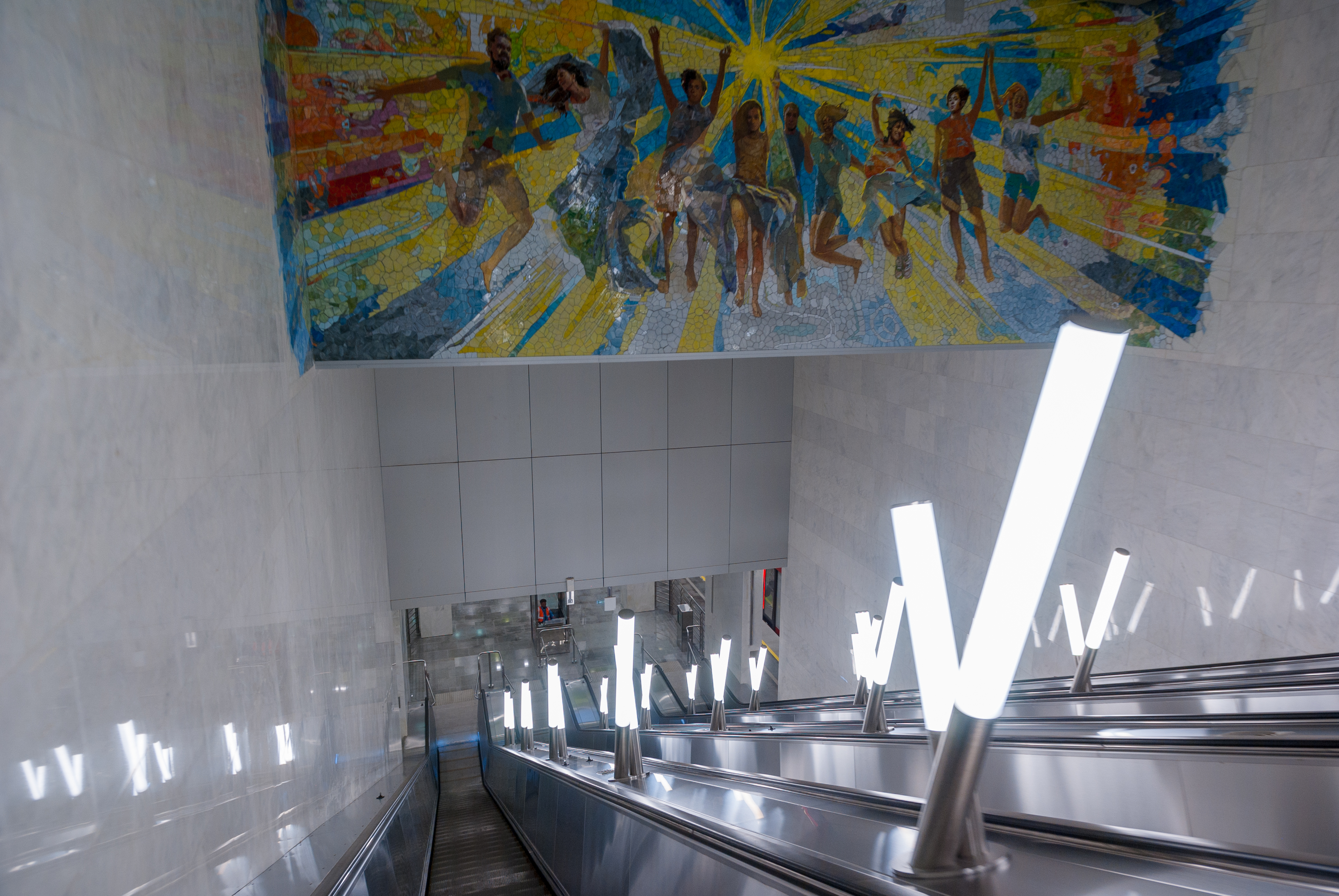
De roltrappen tussen hal en perron onder het mozaïek met dansende wereldburgers.
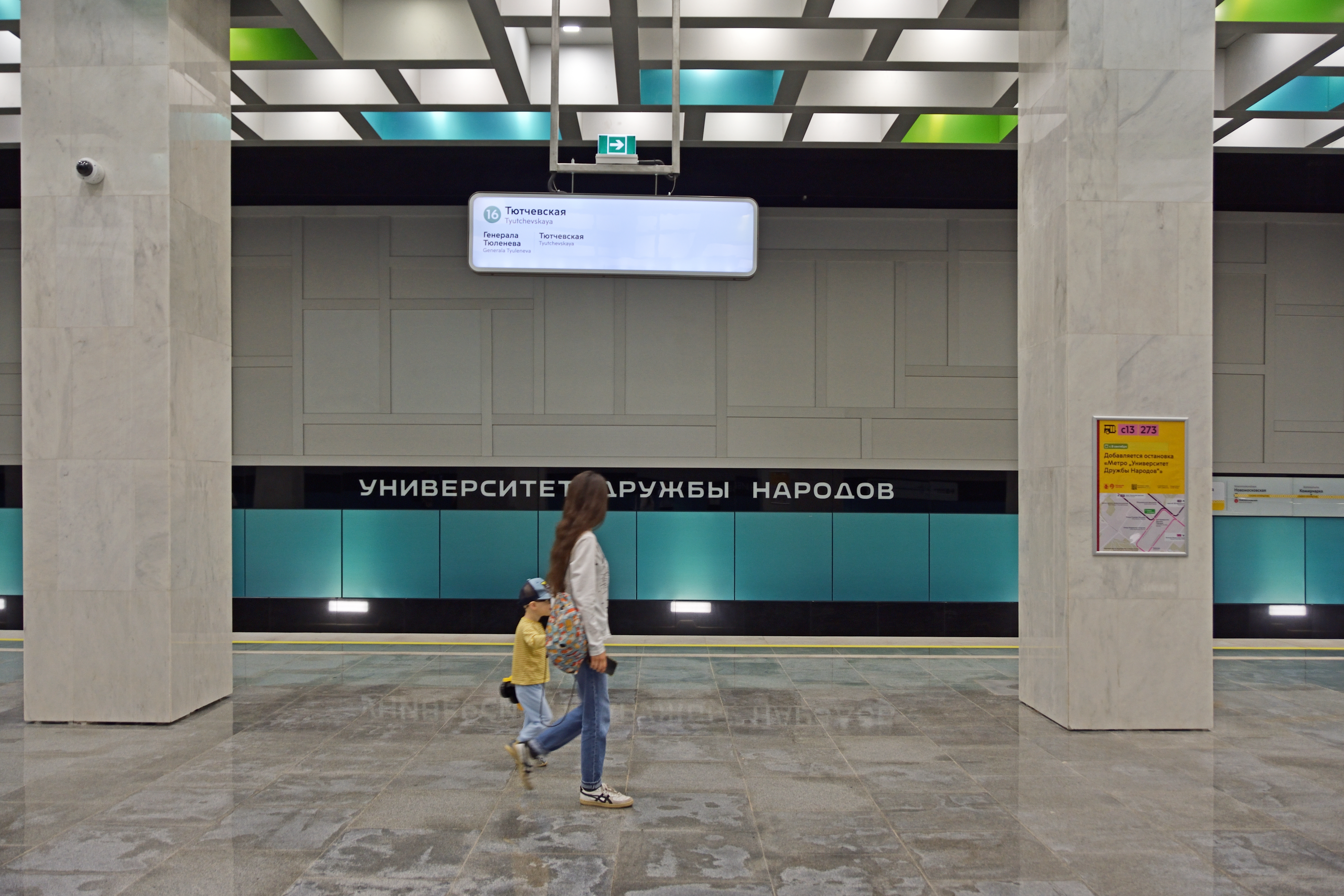
Tunnelwand met de aluminium panelen en de stationsnaam.

## Chronologie
- 17 april 2018: gunning van de uitvoering van de bouw en installatiewerk van het  traject  Oelitsa Novatorov – Kommoenarka aan JSC  Mosinzjproject.
- 14 september 2018: Begin van het bouwrijp maken van het terrein met het verwijderen van communicatielijnen.
- 19 juni 2019: Begin van de aanleg van de bouwput voor de bouw van het station.
- 20 juli 2019 : Begin van de bouw van het eerste station van de lijn.
- 25 november 2019: Tunnelboormachine Svetlana begint met het boren van de 2770 meter lange tunnel naar Novatorskaja.
- 25 februari 2020: de bouwput voor het station is gereed.
- 28 april 2021: Afwerking van het station begint.
- 25 januari 2023: Roltrappen zijn geplaatst, de installatie van technische systemen, zoals rookafvoer, luchtkanalen, pijpleidingen en elektra is in volle gang.
- 22 maart 2024: tunnelbekleding met de stationsnaam  is aangebracht en de perrons zijn afgewerkt.
- 7 september 2024: opening van het station.